# Spaanschen Brabander
G.A. Bredero's Spaanschen Brabander Jerolimo is een blijspel uit 1618 van Gerbrand Adriaensz. Bredero. Jerolimo komt platzak aan in Amsterdam en doet zich voor als rijk man. Er is nauwelijks een hoofdhandeling, maar het stuk bestaat uit een reeks levendige taferelen die het Amsterdamse straatleven oproepen. Het blijspel staat bekend als het hoogtepunt van het Nederlandse blijspelrepertoire uit de Gouden Eeuw.
Het blijspel is gebaseerd op de Spaanse prozaroman Lazarillo van Tormes. Bredero liet zijn stuk in 1577 spelen, wellicht om aan verwijten te ontsnappen dat hij eigentijdse mensen op de hak zou hebben genomen. De grote kracht ervan is Bredero's humor, terwijl de structuur in vijf bedrijven hem kennelijk noopte hier en daar uit te weiden. Ondanks de grote bekendheid is de Spaanschen Brabander na 1985 niet meer opgevoerd.

## Inhoud
Jerolimo Rodrigo heeft zijn vaderstad Antwerpen verlaten en is zonder enige bezitting in het Amsterdam van 1577 aangekomen. Hij gedraagt zich als een grandseigneur die als hij wilde heel Amsterdam zou kunnen opkopen. Zijn fantasie doet hem uitstijgen boven de grauwe werkelijkheid. De Amsterdamse straatjongen Robbeknol, die van bedelarij leeft, wordt zijn knecht en laat zich zodanig meeslepen door het vuur van zijn meester dat hij diens feitelijke armoede niet meer ziet. Jerolimo's minachting voor eten en drinken bevalt hem minder. De hondenslager van de kerk komt op met een lijkbaar, enkele straatjongens pesten hem en hij praat met een stel nietsnutten die van iedereen alles weten. De ziekte der armoede vindt zijn genezing in de verbeelding, die hoger gesteld wordt dan stoffelijke bezittingen.
Het niet altijd even beschaafde Amsterdamse straatleven, de emoties, drukte komen in een reeks scènes levendig op het podium, waarbij onder meer straatjongens, snollen, burgers, slagers, goudsmeden, schilders en leerbewerkers gestalte krijgen.
Jerolimo is op een dag weer uit Amsterdam verdwenen, met medeneming van alles dat hij in bruikleen heeft.

## Tijd
Het stuk uit 1618 speelt in 1577, wat volgens Knuvelder gezien moet worden als een vage tijdsaanduiding, alleen bedoeld om de indruk te voorkomen dat Bredero eigentijdse mensen en toestanden op de korrel neemt. Zodoende kan Bredero eigentijdse toespelingen maken en camoufleren tegelijk.

## Taal en humor
Bredero voorziet zijn in vrije alexandrijnen geschreven stuk van een geheel eigen aard door vooral veel gebruik van humor te maken, die zijn effect ontleent aan 'het "gebaar" waarmee de zinnen worden gelanceerd, de levendige vlotte verteltrant, de wijze waarop de woorden door hun plaats en context hun komische kracht krijgen'. Bredero speelt ook met het contrast tussen het Hollands van de Amsterdamse volksfiguren en het Brabants van Jerolimo. Dit blijkt bijvoorbeeld uit het systematisch gebruik van "moor" en "woor" voor "maar" en "waar" (in het Antwerps is dit "mor" en "wor") en de aai-klanken voor waar er in het Nederlands een ij/ei staat: zayn (= zijn), kayserlaijcke (= keizerlijke),...

## Structuur
Het blijspel is minder strak gecomponeerd dan Bredero's kluchten. Historicus J.L. Price suggereert dat dit komt omdat Bredero zich genoodzaakt voelde zijn werk in een structuur van vijf bedrijven te dwingen, met als gevolg dat het materiaal moest uitdijen en het stuk verzwakte.
Omdat het stuk geen hoofdhandeling kent, maar uit een reeks taferelen bestaat, heeft Knuvelder het vergeleken met het 'episch theater' dat sinds Bertolt Brecht bekend is: 'een veelvoud van taferelen die niet lineair, in één lijn, één ontwikkeling vervolgen, maar die veeleer alle betrekking hebben op een als het ware verticaal erboven staande idee, een centraal staande gedachte' die verband aanbrengt in anderszins onsamenhangende gedeelten.

## Bron
Bredero ontleende de stof voor zijn blijspel aan een anoniem gepubliceerde maar vermoedelijk door Diego Hurtado de Mendoza geschreven schelmenroman, Lazarillo de Tormes, waarvan sinds 1579 een Nederlandse vertaling bestond, die in 1609 herdrukt werd. Bredero's ontlening betrof vooral een passage uit hoofdstuk drie en enkele gegevens uit het eerste hoofdstuk. Bredero nam het Spaanse origineel naar de inhoud vrij letterlijk over, maar wijzigde de karakters van de personages aanzienlijk.

## Opvoeringsgeschiedenis
Bredero's blijspelen waren zeer populair en leverden dus hoge recettes op, al ondervonden ze van calvinistische zijde tegenstand. Na de eerste opvoeringen is Bredero kennelijk onderwerp van kwaadsprekerij geworden, want in de inleiding van de gedrukte tekst uit 1618 reageert hij op reacties van mensen die naar zijn idee het stuk niet gezien hebben. Het stuk moet na het eerste kwart van de achttiende eeuw in de vergetelheid geraakt zijn, al zit er ook al in het laatste derde van de zeventiende een hiaat in de opvoeringen. De laatst bekende opvoering dateert uit 1985 en daarmee is het blijspel het enige toneelstuk uit de top vijftien van de canon van theaterwetenschappers dat nog niet in de eenentwintigste eeuw is opgevoerd.

## Reputatie
Knuvelder noemt als Bredero's grote kracht zijn realisme, waar nog bovenuit steekt 'zijn humor, die nergens wrang en bitter wordt'. De reputatie van het stuk blijkt wel hieruit dat het in de eenentwintigste eeuw werd opgenomen in vier canons. Het neemt plaats vier in op een in 2015 door theaterexperts samengestelde canon van honderd beste Nederlandstalige toneelstukken aller tijden. Spaanschen Brabander is een van de vijftig onderdelen van de Canon van Amsterdam en het maakt deel uit van een in 2002 door Nederlandse letterkundigen opgestelde canon van belangrijkste literaire werken uit het Nederlands taalgebied van middeleeuwen tot heden en van een soortgelijke door Vlaamse letterkundigen in 2015 opgestelde canon die uit 51 werken bestaat.